# Техническая диагностика
Техническая диагностика — область знаний, охватывающая теорию, методы и средства определения технического состояния объектов (согласно ГОСТ 20911-89, п.3 табл.1).
Техническое диагностирование — определение технического состояния объектов (согласно ГОСТ 20911-89, п.4 табл.1).

## Задачи технического диагностирования
Техническая диагностика является составной частью технического обслуживания.
Основной задачей технического диагностирования является обеспечение безопасности, функциональной надёжности и эффективности работы технического объекта, а также сокращение затрат на его техническое обслуживание и уменьшение потерь от простоев в результате отказов и преждевременных выводов в ремонт.

## Функции диагностирования
Диагностирование технических объектов включает в себя следующие функции:
- оценка технического состояния объекта;
- обнаружение и определение места локализации неисправностей;
- прогнозирование остаточного ресурса объекта;
- мониторинг технического состояния объекта.

## Диагностические параметры
Под диагностическими параметрами понимают репрезентативные параметры, по которым можно судить о состоянии объекта.
Различают прямые и косвенные диагностические параметры. Первые непосредственно характеризуют состояние объекта, а вторые связаны с прямыми параметрами функциональной зависимостью.
При функциональной диагностике объекта в процессе его работы — наряду с отдельно рассматриваемыми параметрами — могут использоваться также как признак состояния функциональные связи (функциональные зависимости) параметров.

## Методы диагностирования
В зависимости от технических средств и диагностических параметров, которые используют при проведении диагностирования, можно составить следующий неполный список методов диагностирования:
- органолептические методы диагностирования, которые основаны на использовании органов чувств человека (осмотр, ослушивание);
- вибрационные методы диагностирования, которые основаны на анализе параметров вибраций технических объектов;
- акустические методы диагностирования, основанные на анализе параметров звуковых волн, генерируемых техническими объектами и их составными частями;
- тепловые методы; сюда же относятся методы диагностирования, основанные на использовании тепловизоров;
- трибодиагностика;
- диагностика на основе анализа продуктов износа в продуктах сгорания;
- Метод акустической эмиссии;
- радиография;
- магнитопорошковый метод;
- вихретоковый метод;
- ультразвуковой контроль;
- капиллярный контроль;
- методы параметрической диагностики.
- Электродиагностический контроль. Сфера применения — электродвигатели, электромагнитные клапаны, катушки, кабели, трансформаторы. Различают статические и динамические испытания электроагрегатов.
- специфические методы для каждой из областей техники (например, при диагностировании гидропривода широко применяется статопараметрический метод, основанный на анализе задросселированного потока жидкости; в электротехнике применяют методы, основанные на анализе параметров электрических сигналов, в сложных многокомпонентных системах применяют методы диагностирования по стохастическим отклонениям параметров от их осреднённых значений и т. д.).

## Проблемы технической диагностики
Общей проблемой технической диагностики является достижение адекватной оценки распознавания истинного состояния объекта и классификации этого состояния (нормального или аномального).
При проведении технического диагностирования для подтверждения нормального состояния объекта выделяют две основные задачи:
- обеспечение получения достоверной информации;
- обеспечение приемлемой оперативности получения информации.

При проведении технического диагностирования для выявления аномалий выделяют две основные проблемы:
- вероятность пропуска неисправности;
- вероятность «ложной тревоги», то есть вероятность ложного сигнала о наличии неисправности.

Чем выше вероятность «ложной тревоги», тем меньше вероятность пропуска неисправности, и наоборот. Задача технической диагностики неисправностей состоит в нахождении «золотой середины» между этими двумя проблемами.